# 전러시아 인민전선
전러시아 인민전선(러시아어: Общероссийский народный фронт)은 러시아의 정치 연합으로, 2011년 당시 총리이던 블라디미르 푸틴에 의해 창설되었다. 2001년 이래로 여당으로 있는 통합 러시아당과 여러 야당이나 비정부단체 간의 동맹 관계를 공식화하는 목적이다. 2013년 당시 대통령직에 있던 푸틴이 인민전선의 대표로 선출되었다. 2023년부터 인민전선(러시아어: Народный фронт)이는 약칭도 쓰이며 공식 명칭은 인민전선 "러시아를 위하여"(러시아어: Народный фронт «За Россию»)이다.

## 같이 보기
- 통합 러시아
- 인민전선
- 통일전선 (중국)